# Diskografija Christine Aguilere
Diskografija Christine Aguilere, ameriške pop pevke in tekstopiske, vključuje šest studijskih albumov, en EP, enaindvajset singlov, en video album in devetindvajset videospotov.
Leta 1998 so Christino Aguilero izbrali za izvajanje pesmi »Reflection« za Disney Channelov film Mulan (1998). Potem, ko je posnela pesem »Reflection«, je podpisala pogodbo z založbo RCA Records in izdala svoj prvi glasbeni album, naslovljen kot Christina Aguilera, 24. avgusta 1999. Album se je uvrstil na vrh lestvice Billboard 200 in samo v Združenih državah Amerike prodal več kot devet milijonov kopij izvodov in več kot sedemnajst milijonov kopij izvodov po svetu. Singli iz albuma, »Genie in a Bottle«, »What a Girl Wants« in »Come On Over Baby (All I Want Is You)«, so v letih 1999 in 2000 pristali na vrhu lestvice Billboard Hot 100, singl »I Turn to You«, pa je na lestvici dosegel tretje mesto.
Leta 2000 je Christina Aguilera pričela snemati svoj prvi album s samimi pesmimi v španščini in svoj drugi glasbeni album, naslovljen kot Mi Reflejo, ki je izšel 12. septembra 2000. Album je vseboval španske verzije pesmi iz njenega debitanskega albuma ter nekaj novih pesmi v španščini. Leta 2000 je izdala tudi svoj prvi božični album in tretji glasbeni album, My Kind of Christmas, ki je vključeval eno izmed njenih najslavnejših prazničnih pesmi, »Christmas Time«. 29. oktobra 2002 je po veliko težavah izdala svoj drugi glasbeni album s samimi angleškimi pesmimi in četrti studijski album, Stripped, ki je v prvem tednu od izida prodal več kot 330.000 kopij izvodov in tako zasedel drugo mesto na lestvici Billboard 200. Drugi singl iz albuma, »Beautiful«, je doživel velik komercialni uspeh in pomagal pri promoviranju albuma. Do danes je album Stripped prodal več kot 13 milijonov kopij izvodov po vsem svetu.
Peti glasbeni album Christine Aguilere, Back to Basics, ki je izšel 15. avgusta 2006 in takoj po izidu zasedel prvo mesto na lestvici v Združenih državah Amerike z več kot 346.000 prodanih kopij samo tam, še uspešnejši pa je bil v Veliki Britaniji in enajstih drugih državah. Christina Aguilera je dejala, da album z dvema zgoščenkama občinstvo »vrne nazaj v jazz, blues in soul iz dvajsetih, tridesetih in štiridesetih, vendar ima vseeno sodobno glasbo.«
 Preko albuma so izšli trije zelo komercialni singli: »Ain't No Other Man«, ki se je uvrstil med prvih deset pesmi na lestvici najbolje prodajanih singlov v Združenih državah Amerike, »Hurt«, ki je bil uvrščen na prvo mesto lestvice v Veliki Britaniji in »Candyman«. Album so glasbeni kritiki sprejeli pozitivno, po svetu pa je prodal več kot 4,5 milijonov kopij.
Po petem glasbenem albumu je Christina Aguilera izdala svoj prvi glasbeni album z najboljšimi pesmimi, album Keeps Gettin' Better: A Decade of Hits, ki je v Združenih državah Amerike prodal več kot 400.000 kopij izvodov in skoraj 1 milijon kopij izvodov povsod drugod po svetu. Njen šesti glasbeni album, Bionic (2010), ki vključuje tudi R&B, elektronsko in synthpop glasbo, glasbeni kritiki pa so mu dodelili negativne ocene in prodal je zelo malo kopij izvodov.
Christina Aguilera je po svetu prodala več kot 46 milijonov albumov po svetu in 16 milijonov albumov samo v Združenih državah Amerike.

## Albumi

### Studijski albumi
| Naslov                                            | Detajli albuma                                                    | Dosežki na lestvicah    | Dosežki na lestvicah | Dosežki na lestvicah | Dosežki na lestvicah | Dosežki na lestvicah | Dosežki na lestvicah | Dosežki na lestvicah | Dosežki na lestvicah | Dosežki na lestvicah | Dosežki na lestvicah | Certifikacije | Prodaja                                                     |
| Naslov                                            | Detajli albuma                                                    | Združene države Amerike | Avstralija           | Avstrija             | Kanada               | Nemčija              | Irska                | Nizozemska           | Nova Zelandija       | Francija             | Velika Britanija     | Certifikacije | Prodaja                                                     |
| ------------------------------------------------- | ----------------------------------------------------------------- | ----------------------- | -------------------- | -------------------- | -------------------- | -------------------- | -------------------- | -------------------- | -------------------- | -------------------- | -------------------- | --- | ----------------------------------------------------------- |
| Christina Aguilera                                | - Izdan: 24. avgust 1999 - Založba: RCA - Format: CD, kaseta      | 1                       | 21                   | 15                   | 1                    | 13                   | 43                   | 21                   | 5                    | 44                   | 14                   | - 8× Platinasta (Združene države Amerike) - 6× Platinasta (Kanada) - Platinasta (Avstralija) - Platinasta (Nova Zelandija) - Platinasta (Velika Britanija) - Platinasta (Evropa)             | - Združene države Amerike: 9.000.000 - Po svetu: 17.000.000 |
| Mi Reflejo                                        | - Izdan: 12. september 2000 - Založba: RCA - Format: CD, cassette | 27                      | —                    | —                    | —                    | —                    | —                    | —                    | —                    | —                    | —                    | - 6× Platinasta (latinski status) (Združene države Amerike) |                                                             |
| My Kind of Christmas                              | - Izdan: 24. oktober 2000 - Založba: RCA - Format: CD, kaseta     | 28                      | —                    | —                    | —                    | —                    | —                    | —                    | —                    | —                    | —                    | - Platinasta (Združene države Amerike) | - Združene države Amerike: 970.000                          |
| Stripped                                          | - Izdan: 26. oktober 2002 - Založba: RCA - Format: CD, kaseta     | 2                       | 7                    | 10                   | 3                    | 6                    | 2                    | 3                    | 5                    | 49                   | 2                    | - 4× Platinasta (Združene države Amerike) - 2× Platinasta (Kanada) - 4× Platinasta (Avstralija) - 3× Platinasta (Nova Zelandija) - 5× Platinasta (Velika Britanija) - 3× Platinasta (Evropa) | - Združene države Amerike: 4.254.000 - Svetovno: 13.000.000 |
| Back to Basics                                    | - Izdan: 10. avgust 2006 - Založba: RCA - Format: CD, digitalno   | 1                       | 1                    | 1                    | 1                    | 1                    | 1                    | 1                    | 2                    | 10                   | 1                    | - Platinasta (Združene države Amerike) - 3× Platinasta (Kanada) - 2× Platinasta (Avstralija) - Platinasta (Nova Zelandija) - Platinasta (Velika Britanija) - Platinasta (Evropa)             | - Združene države Amerike: 1.700.000 - Po svetu: 4.500.000  |
| Bionic                                            | - Izdan: 4. junij 2010 - Založba: RCA - Format: CD, digitalno     | 3                       | 3                    | 3                    | 3                    | 6                    | 4                    | 6                    | 6                    | 23                   | 1                    | - Zlata (Avstralija) | - Združene države Amerike: 280.000                          |
| »—« označuje, da se album ni uvrstil na lestvico. |                                                                   |                         |                      |                      |                      |                      |                      |                      |                      |                      |                      | |                                                             |

### Kompilacije
| Naslov                                            | Detajli albuma                                                   | Dosežki na lestvicah    | Dosežki na lestvicah | Dosežki na lestvicah | Dosežki na lestvicah | Dosežki na lestvicah | Dosežki na lestvicah | Dosežki na lestvicah | Dosežki na lestvicah | Dosežki na lestvicah | Dosežki na lestvicah | Certifikacije                                        | Prodaja                            |
| Naslov                                            | Detajli albuma                                                   | Združene države Amerike | Avstralija           | Avstrija             | Kanada               | Nemčija              | Irska                | Nizozemska           | Nova Zelandija       | Francija             | Velika Britanija     | Certifikacije                                        | Prodaja                            |
| ------------------------------------------------- | ---------------------------------------------------------------- | ----------------------- | -------------------- | -------------------- | -------------------- | -------------------- | -------------------- | -------------------- | -------------------- | -------------------- | -------------------- | ---------------------------------------------------- | ---------------------------------- |
| Keeps Gettin' Better: A Decade of Hits            | - Izdan: November 7, 2008 - Založba: RCA - Format: CD, digitalno | 9                       | 8                    | 10                   | 12                   | 20                   | 9                    | 28                   | 15                   | 7                    | 10                   | - Platinasta (Avstralija) - Zlata (Velika Britanija) | - Združene države Amerike: 451.000 |
| »—« označuje, da se album ni uvrstil na lestvico. |                                                                  |                         |                      |                      |                      |                      |                      |                      |                      |                      |                      |                                                      |                                    |

### Soundtracki
| Naslov                                            | Detajli albuma                                                    | Peak chart positions    | Peak chart positions | Peak chart positions | Peak chart positions | Peak chart positions | Peak chart positions | Peak chart positions | Peak chart positions | Peak chart positions | Peak chart positions | Certifikacije | Prodaja                            |
| Naslov                                            | Detajli albuma                                                    | Združene države Amerike | Avstralija           | Avstrija             | Kanada               | Nemčija              | Irska                | Nizozemska           | Nova Zelandija       | Francija             | Velika Britanija     | Certifikacije | Prodaja                            |
| ------------------------------------------------- | ----------------------------------------------------------------- | ----------------------- | -------------------- | -------------------- | -------------------- | -------------------- | -------------------- | -------------------- | -------------------- | -------------------- | -------------------- | ------------- | ---------------------------------- |
| Burleska                                          | - Izdan: 19. november 2010 - Založba: RCA - Format: CD, digitalno | 18                      | 24                   | 63                   | 16                   | 17                   | —                    | 78                   | 17                   | 108                  | 27                   |               | - Združene države Amerike: 440.040 |
| »—« označuje, da se album ni uvrstil na lestvico. |                                                                   |                         |                      |                      |                      |                      |                      |                      |                      |                      |                      |               |                                    |

## Singli
| »Reflection«                                                                     | 1998 | —   | —  | —  | —  | —  | —  | —  | —  | —  | —   | | Mulan                                  |
| »Genie in a Bottle«                                                              | 1999 | 1   | 2  | 1  | 1  | 2  | 2  | 2  | 2  | 3  | 1   | - Združene države Amerike: Platinasta - Avstralija: Platinasta - Francija: Zlata - Nova Zelandija: Platinasta | Christina Aguilera                     |
| »What a Girl Wants«                                                              | 1999 | 1   | 5  | 22 | 5  | 18 | 7  | 9  | 1  | 11 | 3   | - Združene države Amerike: Zlata - Avstralija: Zlata - Nova Zelandija: Zlata                                  | Christina Aguilera                     |
| »I Turn to You«                                                                  | 2000 | 3   | 40 | —  | 10 | 65 | 17 | 40 | 11 | —  | 19  | | Christina Aguilera                     |
| »Come On Over Baby (All I Want Is You)«                                          | 2000 | 1   | 9  | 35 | 14 | 27 | 9  | 6  | 2  | 33 | 8   | - Združene države Amerike: Zlata - Avstralija: Platinasta                                                     | Christina Aguilera                     |
| »Lady Marmalade« (skupaj s Pink, Lil' Kim & Mýo)                                 | 2001 | 1   | 1  | 3  | 17 | 1  | 1  | 2  | 1  | 12 | 1   | - Avstralija: 2× Platinasta - Velika Britanija: Zlata - Francija: Srebrna - Nova Zelandija: Platinasta        | Moulin Rouge!                          |
| »Dirrty« (skupaj z Redmanom)                                                     | 2002 | 48  | 4  | 5  | 5  | 4  | 1  | 2  | 20 | 98 | 1   | - Avstralija: Platinasta - Nova Zelandija: Zlata                                                              | Stripped                               |
| »Beautiful«                                                                      | 2002 | 2   | 1  | 5  | 1  | 4  | 1  | 2  | 1  | 27 | 1   | - Združene države Amerike: Zlata - Avstralija: Platinasta - Nova Zelandija: Zlata                             | Stripped                               |
| »Fighter«                                                                        | 2003 | 20  | 5  | 12 | 3  | 13 | 4  | 5  | 14 | —  | 3   | - Združene države Amerike: Zlata - Avstralija: Zlata                                                          | Stripped                               |
| »Can't Hold Us Down« (skupaj z Lil' Kim)                                         | 2003 | 12  | 5  | 13 | 20 | 9  | 5  | 10 | 2  | 27 | 6   | - Avstralija: Zlata                                                                                           | Stripped                               |
| »The Voice Within«                                                               | 2003 | 33  | 8  | 7  | 10 | 13 | 4  | 6  | 16 | —  | 9   | | Stripped                               |
| »Car Wash« (featuring Missy Elliott)                                             | 2004 | 63  | 2  | 11 | —  | 6  | 5  | 3  | 2  | —  | 4   | - Avstralija: Zlata - Nova Zelandija: Zlata                                                                   | Car Wash                               |
| »Ain't No Other Man«                                                             | 2006 | 6   | 6  | 7  | 4  | 5  | 3  | 12 | 5  | 26 | 2   | - Združene države Amerike: Platinasta - Avstralija: Zlata - Kanada: Platinasta                                | Back to Basics                         |
| »Hurt«                                                                           | 2006 | 19  | 9  | 2  | 28 | 2  | 6  | 2  | —  | 3  | 11  | - Združene države Amerike: Zlata - Avstralija: Zlata - Kanada: Platinasta - Francija: Srebrna                 | Back to Basics                         |
| »Candyman«                                                                       | 2007 | 25  | 2  | 14 | 9  | 11 | 12 | 12 | 2  | —  | 17  | - US: Gold - AUS: Platinum - NZ: Gold                                                                         | Back to Basics                         |
| »Slow Down Baby«                                                                 | 2007 | —   | 21 | —  | —  | —  | —  | —  | —  | —  | —   | | Back to Basics                         |
| »Oh Mother«                                                                      | 2007 | —   | —  | 23 | —  | 18 | —  | —  | —  | —  | —   | | Back to Basics                         |
| »Keeps Gettin' Better«                                                           | 2008 | 7   | 26 | 15 | 4  | 14 | 14 | —  | 36 | —  | 14  | | Keeps Gettin' Better: A Decade of Hits |
| »Not Myself Tonight«                                                             | 2010 | 23  | 22 | 26 | 11 | 24 | —  | 18 | 32 | —  | 12  | - Avstralija: Zlata                                                                                           | Bionic                                 |
| »You Lost Me«                                                                    | 2010 | 119 | —  | —  | —  | —  | —  | 91 | —  | —  | 155 | | Bionic                                 |
| »—« označuje, da se singl ni uvrstil na lestvico ali ni izšel na tistem območju. |      |     |    |    |    |    |    |    |    |    |     | |                                        |

### Nesamostojni singli
| »All I Wanna Do« (Keizo Nakanishi skupaj s Christino Aguilero)                   | 1997 | —  | —  | —  | — | —  | —  | —  | — | —  | — |                   | Spinning         |
| »Nobody Wants to Be Lonely« (Ricky Martin skupaj s Christino Aguilero)           | 2001 | 13 | 8  | 13 | 6 | 5  | 12 | 4  | 1 | 28 | 4 | Avstralija: Zlata | Sound Loaded     |
| »What's Going On« (skupaj z ustvarjalci proti svetovnemu AIDS-u)                 | 2001 | 27 | —  | —  | — | —  | —  | —  | — | —  | — |                   | Dobrodelni singl |
| »El Último Adiós« (skupaj z Latin Stars Tribute)                                 | 2001 | —  | —  | —  | — | —  | —  | —  | — | —  | — |                   | Dobrodelni singl |
| »Tilt Ya Head Back« (Nelly skupaj s Christino Aguilero)                          | 2004 | 58 | 5  | 42 | — | 27 | 12 | 16 | 4 | —  | 5 |                   | Sweat            |
| »A Song for You« (Herbie Hancock skupaj s Christino Aguilero)                    | 2005 | —  | —  | —  | — | —  | —  | —  | — | —  | — |                   | Possibilities    |
| »Tell Me« (Diddy skupaj s Christino Aguilero)                                    | 2006 | 47 | 13 | 19 | — | 5  | 8  | 21 | — | —  | 8 |                   | Press Play       |
| »—« označuje, da se singl ni uvrstil na lestvico ali ni izšel na tistem območju. |      |    |    |    |   |    |    |    |   |    |   |                   |                  |

### Promocijski singli
| Naslov                         | Leto | Dosežki na lestvicah    | Dosežki na lestvicah | Dosežki na lestvicah | Dosežki na lestvicah | Dosežki na lestvicah | Dosežki na lestvicah | Album                                   |
| Naslov                         | Leto | Združene države Amerike | Velika Britanija     | Kanada               | Avstralija           | Japonska             | Švica                | Album                                   |
| ------------------------------ | ---- | ----------------------- | -------------------- | -------------------- | -------------------- | -------------------- | -------------------- | --------------------------------------- |
| »The Christmas Song«           | 1999 | 18                      | —                    | 22                   | —                    | —                    | —                    | My Kind of Christmas                    |
| »Christmas Time«               | 2000 | —                       | —                    | —                    | —                    | —                    | —                    | My Kind of Christmas                    |
| »Pero Me Acuerdo de Ti«        | 2000 | —                       | —                    | —                    | —                    | —                    | —                    | Mi Reflejo                              |
| »Falsas Esperanzas«            | 2001 | —                       | —                    | —                    | —                    | —                    | —                    | Mi Reflejo                              |
| »Infatuation«                  | 2004 | —                       | —                    | —                    | —                    | —                    | —                    | Stripped                                |
| »Hello (Follow Your Own Star)« | 2004 | —                       | —                    | —                    | —                    | —                    | —                    | Singl brez albuma                       |
| »Dynamite«                     | 2008 | —                       | —                    | —                    | —                    | —                    | —                    | Keeps Gettin' Better - A Decade of Hits |
| »Woohoo«                       | 2010 | 79                      | —                    | 46                   | —                    | —                    | —                    | Bionic                                  |
| »Express«                      | 2010 | 102                     | 75                   | —                    | —                    | 32                   | 54                   | Burleska                                |

## Ostale uspešne pesmi
| Naslov                      | Leto | Dosežki na lestvicah    | Dosežki na lestvicah | Dosežki na lestvicah | Dosežki na lestvicah | Dosežki na lestvicah | Dosežki na lestvicah | Dosežki na lestvicah | Album              |
| Naslov                      | Leto | Združene države Amerike | Velika Britanija     | Kanada               | Danska               | Norveška             | Nova Zelandija       | Švica                | Album              |
| --------------------------- | ---- | ----------------------- | -------------------- | -------------------- | -------------------- | -------------------- | -------------------- | -------------------- | ------------------ |
| »Walk Away«                 | 2003 | —                       | —                    | —                    | 35                   | —                    | —                    | —                    | Stripped           |
| »Lift Me Up« (v živo)       | 2010 | 125                     | —                    | —                    | —                    | —                    | —                    | —                    | Hope for Haiti Now |
| »Bionic«                    | 2010 | 66                      | —                    | —                    | —                    | —                    | —                    | —                    | Bionic             |
| »Glam«                      | 2010 | —                       | —                    | —                    | —                    | 62                   | —                    | —                    | Bionic             |
| »Show Me How You Burlesque« | 2011 | 70                      | —                    | 92                   | —                    | —                    | 33                   | 26                   | Burleska           |

## Videospoti
| Naslov                                                   | Leto | Režiser(ji)                           |
| -------------------------------------------------------- | ---- | ------------------------------------- |
| »Reflection«                                             | 1998 | Tony Bancroft                         |
| »Genie in a Bottle«                                      | 1999 | Diane Martel                          |
| »Genio Atrapado«                                         | 1999 | Diane Martel                          |
| »What a Girl Wants«                                      | 1999 | Diane Martel                          |
| »The Christmas Song«                                     | 1999 | Doug Biro, Clare Davies               |
| »I Turn to You«                                          | 2000 | Joseph Kahn                           |
| »Por Siempre Tú«                                         | 2000 | Joseph Kahn                           |
| »Come on Over Baby (All I Want Is You)«                  | 2000 | Paul Hunter                           |
| »Ven Conmigo (Solamente Tú)«                             | 2000 | Paul Hunter                           |
| »Pero Me Acuerdo De Tí«                                  | 2000 | Kevin G. Bray                         |
| »Christmas Time«                                         | 2000 | Lawrence Jordan                       |
| »Nobody Wants to Be Lonely« (skupaj z Rickyjem Martinom) | 2001 | Wayne Isham                           |
| »Falsas Esperanzas«                                      | 2001 | Lawrence Jordan                       |
| »Lady Marmalade« (skupaj s Pink, Lil' Kim & Mýo)         | 2001 | Paul Hunter                           |
| »Dirrty« (skupaj z Redmanom)                             | 2002 | David LaChapelle                      |
| »Beautiful«                                              | 2002 | Jonas Akerlund                        |
| »Fighter«                                                | 2003 | Floria Sigismondi                     |
| »Can't Hold Us Down« (skupaj z Lil' Kim)                 | 2003 | David LaChapelle                      |
| »The Voice Within«                                       | 2003 | David LaChapelle                      |
| »Car Wash« (skupaj z Missy Elliott)                      | 2004 | Rich Newey                            |
| »Tilt Ya Head Back« (skupaj z Nellyjem)                  | 2004 | Little X                              |
| »Ain't No Other Man«                                     | 2006 | Bryan Barber                          |
| »Hurt«                                                   | 2006 | Floria Sigismondi, Christina Aguilera |
| »Tell Me« (skupaj z Diddyjem)                            | 2006 | Erik White                            |
| »Candyman«                                               | 2007 | Matthew Rolston, Christina Aguilera   |
| »Oh Mother«                                              | 2007 | Hamish Hamilton, Jamie King           |
| »Save Me from Myself«                                    | 2008 | Christina Aguilera, Linda Perry       |
| »Keeps Gettin' Better«                                   | 2008 | Peter Berg                            |
| »Not Myself Tonight«                                     | 2010 | Hype Williams                         |
| »You Lost Me«                                            | 2010 | Anthony Mandler                       |
| »Moves Like Jagger«                                      | 2011 | Jonas Akerlund                        |